# Le Courrier de l'Atlas
Le Courrier de l'Atlas est un magazine mensuel français fondé en 2007 et spécialisé dans les reportages sur les questions relatives au Maghreb en Europe. Selon Jeune Afrique et Africa Intelligence,, et Middle East Eye, L'Humanité, Maghreb Émergent, le magazine est sous l'influence marocaine, dirigé par l'homme politique et homme d'affaires marocain Aziz Akhannouch,,. 

## Historique et évolution
Ce magazine, fondé en 2007, a son siège à Paris. 

Logo.

Il traite de l'actualité du Maghreb en Europe, et s'adresse notamment à la communauté maghrébine en France. En octobre 2021, sa rédactrice en chef est Nadia Hathroubi-Safsaf,. 
Selon le quotidien Africa Intelligence, en mars 2021 il revendique un tirage de 50 000 exemplaires.
Il est cité dans de plusieurs organes de presse : Le Monde, Le Monde diplomatique, Le Figaro, L'Express, L'Obs, Le Point, Valeurs actuelles, Africa Intelligence, TV5 Monde, ainsi que dans deux thèses universitaires.

## Actionnariat
Le Courrier de l'Atlas est une filiale du Groupe Caractères, un groupe de presse marocain, lui-même filiale de la holding Akwa group de l'homme d'affaires et homme d'État marocain, Aziz Akhannouch,.